# Brida (telenovela)
Brida é uma telenovela brasileira produzida e exibida pela Rede Manchete, entre 11 de agosto e 23 de outubro de 1998, em 54 capítulos, substituindo Mandacaru e sendo substituída pela reprise de Pantanal. Foi a última novela inédita antes da falência da emissora. Baseada no livro homônimo de Paulo Coelho, foi adaptada por Jayme Camargo, com a colaboração de Ana Fadigas, Angélica Lopes, Samy Wurman e Sônia Mota, sob direção de Luiz Antônio Pilar e Sérgio Mattar e direção geral de Walter Avancini. 
Conta com Carolina Kasting, Leonardo Vieira, Rubens de Falco, Othon Bastos, Edney Giovenazzi, Bete Mendes, Guilhermina Guinle e Manuela Dias nos papéis principais.

## Produção
Brida é baseada no best-seller homônimo de Paulo Coelho que vendeu 800 mil no Brasil e 8 milhões em 36 países de língua portuguesa e espanhola em que foi lançado. O contrato no qual Paulo Coelho cede os direitos do livro para a Rede Manchete constava que ele não poderia interferir na adaptação. A Manchete apostava que a novela Brida fosse exportada para o exterior, uma vez que o livro foi publicado em mais de 40 países. A Manchete investiu cerca de R$ 45 mil em cada um dos 180 capítulos previstos.
Antes de Carolina Kasting ser escolhida para protagonizar a novela, foram cogitadas Christine Fernandes, Drica Moraes e Teresa Seiblitz. Christine Fernandes não concordou com as cenas de nudez, e Carolina Kasting, que inicialmente seria Inês, ficou com o papel-título.
As primeiras cenas começaram a ser gravadas em 23 de junho de 1998, uma terça-feira, no Rio de Janeiro, as gravações terminaram antes do horário previsto, os integrantes da equipe do diretor ficaram agitados, pois era dia do jogo Brasil 1 x 2 Noruega na Copa do Mundo FIFA de 1998, "O que está acontecendo? Vocês esqueceram que sou eu quem está aqui?", questionou Avancini, provocando silêncio absoluto. Foram realizadas gravações numa casa na estrada da Gávea Pequena, no Alto da Boa Vista, no Rio de Janeiro, e foram dirigidas por Walter Avancini. O diretor e o elenco embarcaram, em 1º de agosto, para a Irlanda onde foram feitas cenas da novela. Uma equipe de 18 pessoas embarcou para Dublin. O elenco inclui Carolina Kasting, Guilhermina Guinle, Rubens de Falco, Wanessa Bonelli, Fabiana Amorim e Manuela Dias. as cenas gravadas voltam ao século XIV, de acordo com a obra de Paulo Coelho. Entre os cenários, um castelo medieval em Limerick. Todo o equipamento composto por câmeras, cabos, figurino e perucas, foi embarcado num voo de carga.
A partir do capítulo 14º, no ar em 28 de agosto, uma sexta-feira, Walter Avancini trocou o roteirista Jayme Camargo pela romancista Sônia Mota, filha de Nelson Rodrigues, e Angélica Lopes, que trabalhou com o diretor na novela Tocaia Grande, "uma história mais focada no universo interior feminino", o que, segundo Avancini, o roteirista não estava conseguindo fazer, "O Jayme estava dando um olhar muito masculino à trama. Estava explorando muito as ações externas dos personagens. Quero um história mais intimista, mais feminina. Não estava gostando desde o início", disse Avancini, mesmo tendo acompanhado de perto o trabalho do roteirista.
Após trocar o roteirista, Avancini resolveu acrescentar ao elenco atores "velhos conhecidos do público da casa, com quem já existe identificação e que ajudam a aumentar a audiência". Escolheu Victor Wagner e Carla Regina, ambos em sua quarta novela consecutiva na Manchete, após Tocaia Grande, Xica da Silva e Mandacaru. Além deles, Tânia Alves, de Tocaia Grande e Mandacaru, Anselmo Vasconcelos, de Mandacaru e Alexia Deschamps, de Mandacaru, e Xica da Silva). Pela primeira vez na emissora, as atrizes Rosane Gofman e Fafy Siqueira, que foram convocadas com o objetivo de "fazer o público rir". Avancini disse: "Não é exatamente essa a solução que eu gostaria de dar para o problema. Mas é esse o caminho que encontrei dentro das atuais circunstâncias e com os recursos que tenho".

## Lançamento e repercussão
O diretor Walter Avancini disse que "É claro que estou contando com o sucesso do Paulo. Não consigo imaginar alguma coisa que tenha o nome dele e não dê certo". Paulo Coelho, autor do livro homônimo declarou que "A sorte é minha e não dele. Não é porque meu livro vendeu muito que a novela vai estourar. Acredito que meu público vai assistir para conferir, mas se a adaptação não for boa, não é meu nome que vai garantir a audiência" e declarou que seria "mero espectador como qualquer outra pessoa" e diz estar "ansioso como poucas vezes na vida" para ver "Brida" no ar. Sobre o resultado, o diretor declarou que "Por falta de recursos, não consegui retratar a estética da alta burguesia de forma ficcional (que ele explica como grande show de figurinos, maquiagem e cenários), como queria. Apostei numa concepção mais cotidiana. Mas tenho certeza de que a novela vai encontrar seu caminho durante a exibição".

## Audiência
A meta para a audiência era de 10 pontos. Mas atingiu média de 2 pontos, o que corresponde a 160 mil telespectadores na Grande São Paulo. O horário eleitoral gratuito para as Eleições gerais no Brasil em 1998 foi apontada pelo baixo Ibope, "Também não podemos esquecer que o horário eleitoral contribui para que situação fique ainda pior. Depois de outubro pode ser que o ibope melhore", disse o diretor Walter Avancini. A emissora tinha um contrato de risco com os patrocinadores, que estipulava uma meta de pelo menos 5 pontos de audiência, caso contrário, os patrocínios iriam ser cancelados, o que de fato ocorreu. Em uma última tentativa de salvar a trama do fracasso, o diretor Walter Avancini trocou o autor e incluiu cenas eróticas, como já havia feito em Tocaia Grande, porém desta vez, a estratégia não obteve êxito e a emissora, já endividada, deixou de pagar o elenco e técnicos. A novela terminou em um resumo narrado, devido a greve dos funcionários. Foi mais um fiasco de audiência, com média de apenas 2 pontos no Ibope.

## Sinopse
Na Irlanda, passados 300 anos, um bruxo continua a perseguir uma jovem, a única pessoa que tinha poderes para destruí-lo. Na atual encarnação, Brida pertence a uma família abastada, está noiva e seu rival, Vargas, é um dos principais empregados na empresa de seu pai, a holding Aurea. Ele é assessor do pai de Brida, que é o presidente da Aurea e vai fazer tudo para dominá-la. Em busca de seu objetivo, atingirá pessoas próximas a Brida como seu namorado, Lorens, e suas amigas, Inês, Andréa, Guta e Priscilla, a última é ambiciosa e se apaixona por Lorens, se unindo a Vargas para separar Brida e o namorado. Começa o processo de iniciação de Brida como bruxa, uma vez que ela não consegue administrar seus poderes que se mostravam evidentes. Ela será internada como louca por Vargas. Enquanto isso, ele provoca um acidente com seu namorado, Lorens, que fica paralítico. Brida consegue se livrar de Vargas e passa por um processo rápido de iniciação, que termina numa festa. Na festa, vê Lorens e o mago Mariano como sua metade. Tendo que decidir entre os dois, fica com Lorens.

## Elenco
| Ator                 | Personagem             |
| -------------------- | ---------------------- |
| Carolina Kasting     | Brida O'Neal           |
| Leonardo Vieira      | Lorens Fradique        |
| Rubens de Falco      | Vargas                 |
| Othon Bastos         | Dr. Alexandre Fradique |
| Edney Giovenazzi     | Patrick O'Neal         |
| Bete Mendes          | Diva                   |
| Guilhermina Guinle   | Priscila               |
| Manuela Dias         | Inês Fradique          |
| Daniel de Oliveira   | Marquinhos             |
| Augusto Xavier       | Mariano                |
| Fafy Siqueira        | Valdete                |
| Fabiana Amorim       | Andrea Costa Maia      |
| Wanessa Bonelli      | Guta Vaz de Couto      |
| Anselmo Vasconcellos | Henrique Costa Maia    |
| Sandra Barsotti      | Malu Costa Maia        |
| Gian Carlo           | Alberto Vaz de Couto   |
| Ângela Figueiredo    | Elvira Vaz de Couto    |
| Patrícia Naves       | Isabel Ferreira        |
| Roberta Porto        | Lilian Ferreira        |
| Rosane Gofman        | Socorro Vilar          |
| Ronaldo Reis         | Afrânio Vilar          |
| Andréa Avancini      | Ermée                  |
| Simone Moreno        | Ongala                 |
| Giovanna de Toni     | Vica                   |
| Carlos Sato          | Tanaka                 |
| Sérgio Abreu         | Guilherme              |
| Marcelo Bosschart    | Técio                  |
| Gustavo Long         | Jonas                  |
| Gisele Fraga         | Selma                  |
| Júlio Levy           | Clerston               |
| Nill Marcondes       | Caio                   |
| Cláudia Rangel       | Celina                 |
| Fabiana Ramos        | Paulina                |

### Participações especiais
| Ator            | Personagem      |
| --------------- | --------------- |
| Nádia Lippi     | Leonor Fradique |
| Marcos Pasquim  | Charles         |
| Carla Cabral    | Elisa           |
| Victor Vagner   | Edmundo         |
| Tânia Alves     | Mercedes Macedo |
| Wanda Stephania | Marília         |
| Alexia Dechamps | Diana           |
| Viviane Novaes  | Beatriz Macedo  |
| Paulo Ramos     | Ele mesmo       |